# 高田 (富山市)
高田（たかだ）は、富山県富山市の町名である。神明地区センターが所在している。

## 概要
井田川の南岸に位置している。神明地区センターの他、富山市立神明小学校もあり神明地区の行政中心地として機能している。

## 地理
- 河川 井田川

## 施設
- 神明地区センター
- 西能病院
- 神明簡易郵便局
- 富山市立神明小学校

## 交通
- 富山県道56号富山環状線

## 参考出典
『富山県の地名』平凡社